# Lactuca biennis
Lactuca biennis là một loài thực vật có hoa trong họ Cúc. Loài này được (Moench) Fernald mô tả khoa học đầu tiên năm 1940.